# توماس أويجان
توماس أويجان (بالهولندية: Thomas Ouwejan)‏ (30 سبتمبر 1996 بألكمار في هولندا - ) هو لاعب كرة قدم هولندي في مركز الوسط. شارك مع منتخب هولندا تحت 19 سنة لكرة القدم. أما مع النوادي، فقد لعب مع إي زد ألكمار.

## وصلات خارجية
- توماس أويجان على موقع الاتحاد الأوربي (الإنجليزية)
- توماس أويجان على موقع قاعدة بيانات كرة القدم.إي يو (الإنجليزية)
- توماس أويجان على موقع Soccerway.com (الإنجليزية)
- توماس أويجان على موقع عالم كرة القدم.نت (الإنجليزية)
- توماس أويجان على موقع AS.com (الإسبانية)